# ベルリン6日間レース
ベルリン6日間レース（ベルリンむいかかんレース、ドイツ語: Berliner Sechstagerennen）は、ドイツ、ベルリンで例年1月下旬に開催される、トラックレースの6日間レースである。会場はパンコウ区プレンツラウアー・ベルク地区にあるヴェロドローム (ベルリン)（「屋内自転車競技場」）である。シックスデイシリーズの一つ。

## 概要
1899年、ニューヨークのマディソン・スクエア・ガーデンで初めてペアレースとして行われた、ニューヨーク6日間レースに倣い、1909年、ベルリン動物園で初開催が行われたが、欧州で行われる6日間レースとしても初開催となった。1911年から1934年まではベルリン・スポーツ宮殿で開催された。
第一次世界大戦、第二次世界大戦及び、ベルリンの壁崩壊の影響を受けた年代以外は全ての年で開催が行われ、6日間レースが最盛期の人気を誇った1960年代には、1シーズン2回の開催が行われたこともある。現在も盛況を博している。
2009年の優勝者ペアの一人、エリック・ツァベルの引退レースでもあった。

## 歴代優勝ペア
| 年     | 優勝ペア                                                |
| ------ | ------------------------------------------------------- |
| 1909   | ジム・モラン = フロイド・マクファランド                 |
| 1910   | ヴァルター・リュット = ジャック・クラーク               |
| 1911   | ジョン・ストール = ヴァルター・リュット                 |
| 1912-1 | ジョン・ストール = ヴァルター・リュット                 |
| 1912-2 | ジョン・ストール = ヴァルター・リュット                 |
| 1913   | アルフレッド・ヒル = ジャック・クラーク                 |
| 1914   | ヴィリー・ローレンツ = カール・ザルドウ                 |
| 1919   | ヴィリー・テフマー = カール・ザルドウ                   |
| 1922   | フリッツ・バウアー = カール・ザルドウ                   |
| 1923   | フリッツ・バウアー = オスカー・ティーツ                 |
| 1924-2 | ヴィリー・ローレンツ = カール・ザルドウ                 |
| 1924-1 | リヒャルト・フシュケ = フランツ・クルプカート           |
| 1925-2 | ヴァルター・リュット = エミール・アーツ                 |
| 1925-1 | アロイス・ペルジャン = ジュール・フェルスヘルデン       |
| 1926-3 | ピエール・セルジャン = レジナルド・マクナマラ           |
| 1926-2 | ルシアン・ルエ = シャルル・ラクエ                       |
| 1926-1 | ジョルジュ・ワンブス = ハリー・ホーラン                 |
| 1927-2 | ヴィリー・ローレンツ = アレッサンドロ・トナーニ         |
| 1927-1 | ピート・ファンケンペン = モーリス・ドヴォルフ           |
| 1928   | ゲオルク・クロッセル = ロタール・エーマー               |
| 1929   | フランツ・デュールベルク = オットー・ペトリ             |
| 1930   | ヴィクター・ラウシュ = ゴットフリート・ヒュルトゲン     |
| 1931-2 | ヤン・パイネンビュルフ = アドルフ・シェーン             |
| 1931-1 | ポール・ブロカルド = オスカー・ティーツ                 |
| 1932-2 | ポール・ブロカルド = オスカー・ティーツ                 |
| 1932-1 | ポール・ブロカルド = マルセル・ガンブレティエール       |
| 1933   | ロジャー・ド・ネフ = アルバート・バイセ                 |
| 1934   | ヴァルター・ローマン = ヴィクター・ラウシュ             |
| 1949   | フェルディナンド・テッルッツィ = セベリーノ・リゴーニ   |
| 1950-2 | アルフレッド・シュトロム = レジナルド・アーノルド       |
| 1950-1 | アルフレッド・シュトロム = レジナルド・アーノルド       |
| 1951   | ハインツ・フェーペル = グスタフ・キリアン               |
| 1952-2 | ギィ・ラペビー = エミール・カラーラ                     |
| 1952-1 | ハインツ・ツォル = エミール・カラーラ                   |
| 1953   | ジャン・ロート = ウォルター・ビュッヒャー               |
| 1954-2 | ドミニク・フォルリーニ = エミール・カラーラ             |
| 1954-1 | ヘリット・ペテルス = ヘリット・シェルテ                 |
| 1955   | フェルディナンド・テッルッツィ = ルシアン・ギレン       |
| 1956   | ジャン・ロート = ウォルター・ビュッヒャー               |
| 1957   | リック・バンステーンベルヘン = エミール・セヴェレインス |
| 1958   | クラウス・ブグダール = ヘーリット・シェルテ             |
| 1959   | ケイ・ウェルナー・ニールセン = パレ・リッケ             |
| 1960   | ペーター・ポスト = リック・ファン・ローイ               |
| 1961-2 | リック・バンステーンベルヘン = クラウス・ブクダール     |
| 1961-1 | クラウス・ブクダール = フリッツ・プフェニンガー         |
| 1962-2 | ルディ・アルティヒ = ハンス・ユンカーマン               |
| 1962-1 | ペーター・ポスト = リック・ファン・ローイ               |
| 1963-2 | リック・ファン・ローイ = ハンス・ユンカーマン           |
| 1963-1 | ジーギ・レンツ = クラウス・ブクダール                   |
| 1964-2 | ジーギ・レンツ = クラウス・ブクダール                   |
| 1964-1 | ペーター・ポスト = フリッツ・プフェニンガー             |
| 1965-2 | ディーター・ケンパー = ルディ・アルティヒ               |
| 1965-1 | ディーター・ケンパー = ルディ・アルティヒ               |
| 1966-2 | ジーギ・レンツ = クラウス・ブクダール                   |
| 1966-1 | ジーギ・レンツ = ルディ・アルティヒ                     |
| 1967-2 | ペーター・ポスト = クラウス・ブクダール                 |
| 1967-1 | ホルスト・オルデンブルク = ディーター・ケンパー         |
| 1968-2 | ペーター・ポスト = ウォルフガング・シュルツ             |
| 1968-1 | フレディ・オイゲン = パレ・リッケ                       |
| 1969-1 | クラウス・ブクダール = ディーター・ケンパー             |
| 1969-2 | ホルスト・オルデンブルク = ヴォルフガング・シュルツ     |
| 1970-2 | クラウス・ブクダール = ユルゲン・チャン                 |
| 1970-1 | ジーギ・レンツ = ウォルフガング・シュルツ               |
| 1971   | パトリック・セルキュ = ペーター・ポスト                 |
| 1972   | レネ・パイネン = レオ・デュインダム                     |
| 1973   | ジーギ・レンツ = ヴォルフガンク・シュルツェ             |
| 1974   | レネ・パイネン = ロイ・スクイテン                       |
| 1975   | パトリック・セルキュ = ディートリヒ・テュラウ           |
| 1976   | ディートリヒ・テュラウ = ギュンター・ハリッツ           |
| 1977   | パトリック・セルキュ = エディ・メルクス                 |
| 1978   | パトリック・セルキュ = ディートリヒ・テュラウ           |
| 1979   | パトリック・セルキュ = ディートリヒ・テュラウ           |
| 1980   | パトリック・セルキュ = グレゴール・ブラウン             |
| 1981   | ディートリヒ・テュラウ = グレゴール・ブラウン           |
| 1982   | パトリック・セルキュ = マウリツィオ・ビディノスト       |
| 1983   | アンソニー・ドイル = ダニー・クラーク                   |
| 1984   | ダニー・クラーク = ホルスト・シュッツ                   |
| 1985   | ダニー・クラーク = ハンス＝ヘンリック・エーステッド     |
| 1986   | アンソニー・ドイル = ダニー・クラーク                   |
| 1987   | ディートリヒ・テュラウ = ウース・フローラー             |
| 1988   | アンソニー・ドイル = ダニー・クラーク                   |
| 1990   | フォルカー・ディール = ブルーノ・ホーレンウェガー       |
| 1997   | オラフ・ルードヴィッヒ = イェンス・ウェッガービュー     |
| 1998   | マルコ・ヴィッラ = シルヴィオ・マルティネッロ           |
| 1999   | エティアンヌ・デ・ウィルデ = アンドレアス・カペス       |
| 2000   | マルコ・ヴィッラ = シルビオ・マルティネッロ             |
| 2001   | ロルフ・アルダク = シルビオ・マルティネッロ             |
| 2002   | ロルフ・アルダク = シルビオ・マルティネッロ             |
| 2003   | クルト・ベチャルト = ブルーノ・リシ                     |
| 2004   | ロベルト・バルトコ = グィド・フルスト                   |
| 2005   | クルト・ベチャルト = ブルーノ・リシ                     |
| 2006   | ダニー・スタム = ロバート・スリッペンス                 |
| 2007   | ライフ・ランパーター = グィド・フルスト                 |
| 2008   | ブルーノ・リシ = フランコ・マルブリ                     |
| 2009   | エリック・ツァベル = ロベルト・バルトコ                 |
| 2010   | ミカエル・メルケフ = アレックス・ラスムセン             |
| 2011   | ロベルト・バルトコ = ローガー・クルーゲ                 |
| 2012   | リー・ハワード = キャメロン・マイヤー                   |
| 2013   | ローガー・クルーゲ = ペーター・スヘプ                   |
| 2014   | ケニー・デ・ケテル = アンドレアス・ミュラー             |
| 2015   | マルセル・カルツ = ライフ・ランパター                   |
| 2016   | ケニー・デ・ケテル = モレノ・デ・ポー                   |
| 2017   | ヨエリ・ハビック = ウィム・ストロティンガ               |
| 2018   | ヨエリ・ハビック = ウィム・ストロティンガ               |
| 2019   | ローガー・クルーゲ = テオ・ラインハルト                 |